# Алексєєв Лук'ян Семенович
 Лук'я́н Семе́нович Алексє́єв (1830-ті — †грудень 1871) — урядник Уральського козацького війська. Після закінчення кадетського корпусу 1856 року його в чині осавула послали в Новопетровське укріплення. Тут він познайомився з Тарасом Шевченком.
Алексєєв, як і Шевченко, малював, декламував вірші Михайла Лермонтова, позував перед ним як натурщик. Шевченко подарував Алексєєву свої малюнки «Новопетровське укріплення. Батарея № 2» і «Новопетровське укріплення та вид на станицю Ніколаєвську». В 1859 чи 1860 Шевченко на згадку надіслав уряднику свій фотопортрет. Спогади І. Аксєєва, брата Лук'яна Аксєєва, про перебування його і Шевченка в Новопетровському укріпленні опубліковано в журналі «Русское богатство» (1901, книга 2).